# R&G (Rhythm & Gangsta): The Masterpiece
A R&G (Rhythm & Gangsta): The Masterpiece a rapper Snoop Dogg hetedik studióalbuma. 2004. november 23-án jelent meg. A legtöbb produceri munkát a Virginia Beach-i producerek a The Neptunes végezte. Az albumból az első héten 226 679 darabot adtak el az USA-ban (összesen 1,7 millió darabot). Kislemezek: Drop It Like It's Hot, Let's Get Blown, Signs, Ups & Downs, Step Yo Game. 

## Számok listája
| #  | Cím                                | Producerek                  | Közreműködik                      |  |
| -- | ---------------------------------- | --------------------------- | --------------------------------- |  |
| 1  | "(Intro) I Love To Give You Light" | The Alchesmist              |                                   |  |
|    | "Bang Out"                         | J.R.                        |                                   |  |
| 3  | "Drop It Like It's Hot"            | The Neptunes                | Pharrell                          |  |
| 4  | "Can I Get A Flicc Witchu"         | Josef Leimberg              | Bootsy Collins                    |  |
| 5  | "Ups & Downs"                      | Warryn "Baby Dubb" Campbell | Bee Gees                          |  |
| 6  | "The Bidness"                      | Soopafly                    |                                   |  |
| 7  | "Snoop D.O. Double G"              | Black Jeruz, Sha Money XL   |                                   |  |
| 8  | "Let's Get Blown"                  | The Neptunes                | Pharrell, Keyshia Cole            |  |
| 9  | "Step Yo Game Up"                  | Lil' Jon                    | Lil' Jon, Trina                   |  |
| 10 | "Perfect"                          | The Neptunes                | Charlie Wilson                    |  |
| 11 | "WBALLZ (Interlude)"               |                             |                                   |  |
| 12 | "Fresh Pair of Panties On"         | Ole Folks                   |                                   |  |
| 13 | "Promise I"                        | Mr. Porter                  |                                   |  |
| 14 | "Oh No"                            | Ron Brownz & Sha Money XL   | 50 Cent                           |  |
| 15 | "Can u Control Yo Hoe"             | L.T. Hutton                 | Soopafly                          |  |
| 16 | "Signs"                            | The Neptunes                | Charlie Wilson, Justin Timberlake |  |
| 17 | "I'm Threw Witchu"                 | Warryn "Baby Dubb" Campbell | Soopafly                          |  |
| 18 | "Pass It Pass It"                  | The Neptunes                |                                   |  |
| 19 | "Girl Like U"                      | L.T. Hutton                 | Nelly                             |  |
| 20 | "No Thang On Me"                   | Hi-Tek                      | Bootsy Collins                    |  |